# 이매뉴얼 아프리칸 감리교회

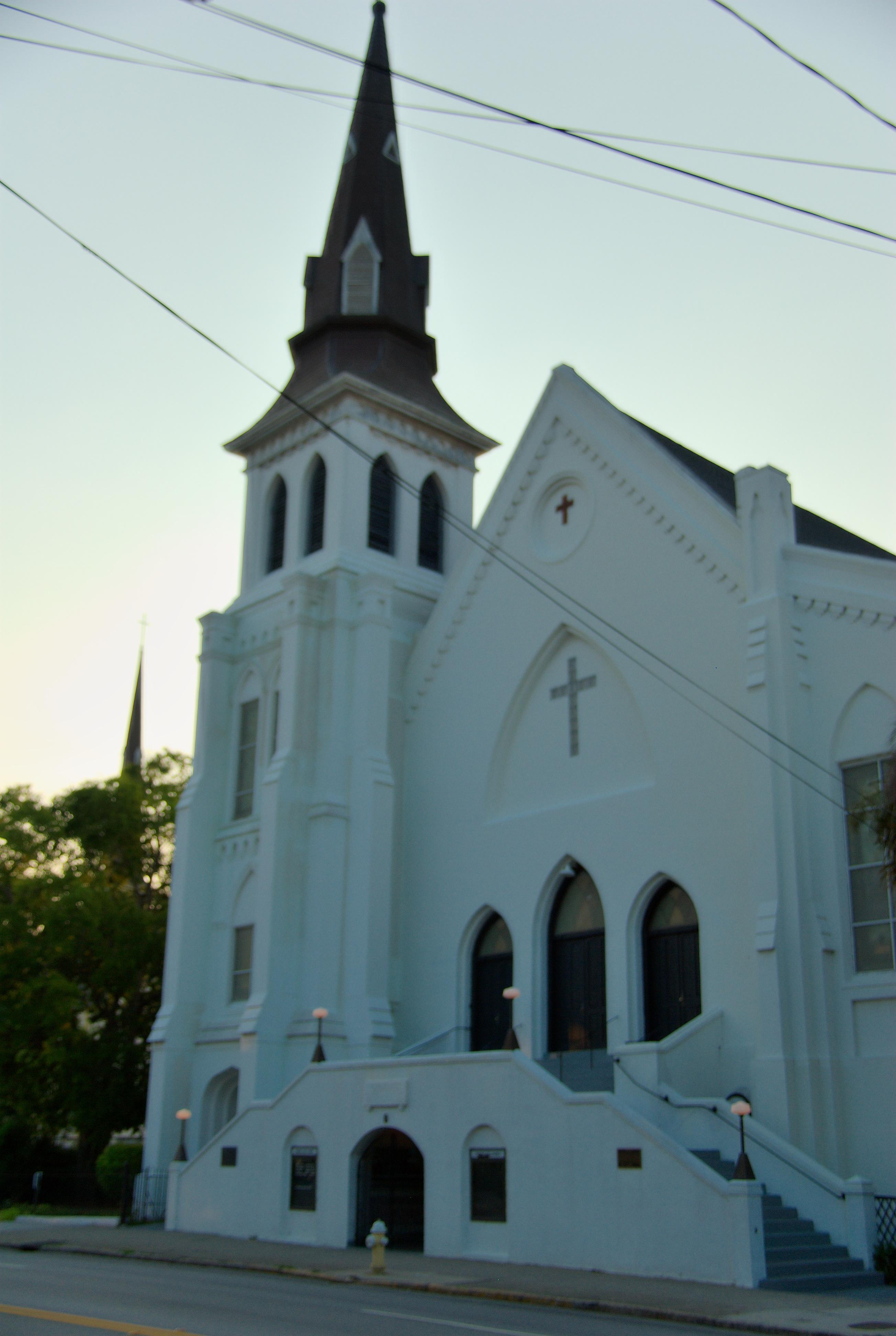
이매뉴얼 아프리칸 감리교회의 모습 (2008년)

이매뉴얼 아프리칸 감리교회(영어: Emanuel African Methodist Episcopal Church)는 미국 사우스캐롤라이나주 찰스턴에 있는 교회로, 미국 남부에서 가장 오래된 아프리카 감리교회이며, 메릴랜드주 볼티모어 이남에서 가장 오래된 흑인 교회이다.